# Clistobothrium montaukensis
A Clistobothrium montaukensis a galandférgek (Cestoda) osztályának a Tetraphyllidea rendjébe, ezen belül a Phyllobothriidae családjába tartozó faj.

## Tudnivalók
A Clistobothrium montaukensis tengeri élőlény, amely a röviduszonyú makócápa (Isurus oxyrinchus) emésztőrendszerének az egyik fő élősködője.